# Артаксеркс III
Артаксеркс III или Артаксерксо III (староперс. Artaxšacā, перс. ردشیر یکم „Ардашир“, грч. Ἀρταξέρξης) био је персијски цар од 358. п. н. е. до 338. п. н. е. Био је син Артаксеркса II. Врло брзо након доласка на престо убија многе рођаке да би спречио грађански рат.
Победио је Нектанеба II 343. п. н. е. и тиме је Египат поново постао персијска сатрапија. Еунух Багоас убија Артаксеркса III 338. п. н. е., а његовог сина Арсеса убија 336. п. н. е.